# Chronologie des femmes dans la guerre antique

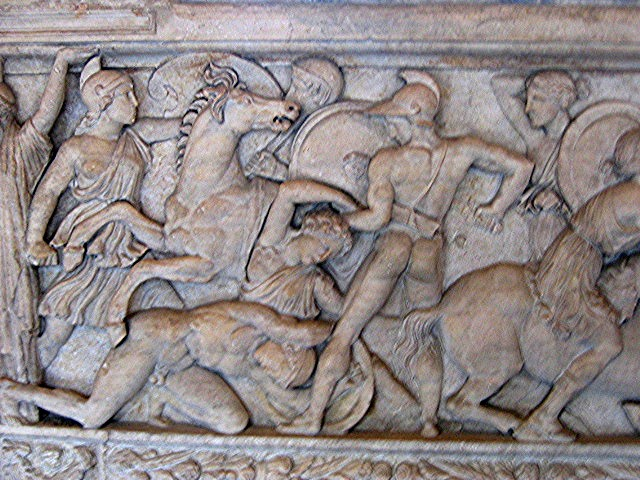
Bataille d'amazonomachie entre Grecs et Amazones, soulagement d'un sarcophage - v. 180 av. notre ère, trouvé à Thessalonique en 1836, maintenant au département des Antiquités grecques du musée du Louvre.

Historiquement, la guerre est principalement un domaine d'hommes, mais des femmes aussi ont joué un rôle - en tant que dirigeantes, espionnes et, moins souvent, combattantes. Suit une liste de femmes remarquables qui ont été activement engagées dans la guerre à l'époque antique (du XVIIe siècle av. J.-C. au IVe siècle). Elle n'inclut pas les monarques féminins ou autres dirigeantes qui n'ont pas mené de troupes.
Ce qui suit est une liste de femmes éminentes ayant participé à la guerre, à partir du début fragmentaire des archives écrites jusqu’à environ 500 de notre ère. La recherche archéologique fournit régulièrement de nouveaux détails et informations.

## Chronologie des femmes dans la guerre à l'époque classique dans le monde

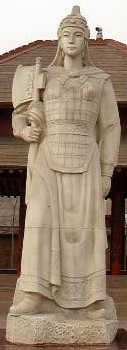
Statue de Fu Hao à Yin Xu.

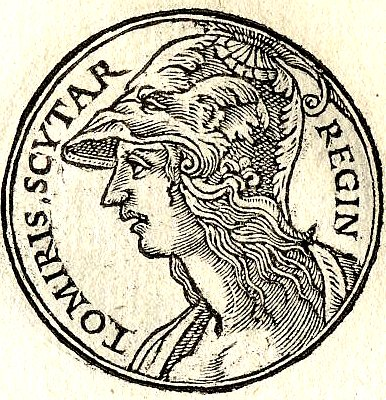
Tomyris issu de Promptuarii Iconum Insigniorum.

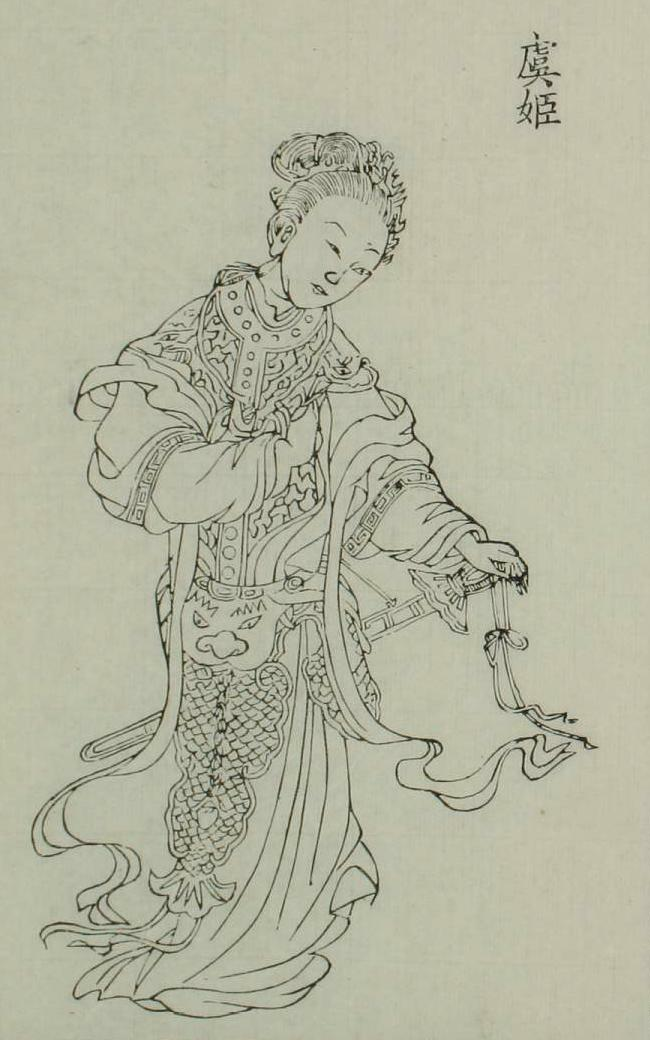
Yu Miaoyi.

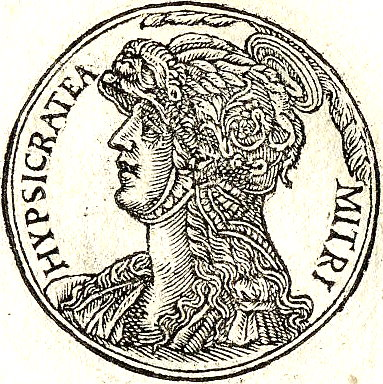
Hypsicratea issu de Promptuarii Iconum Insigniorum.

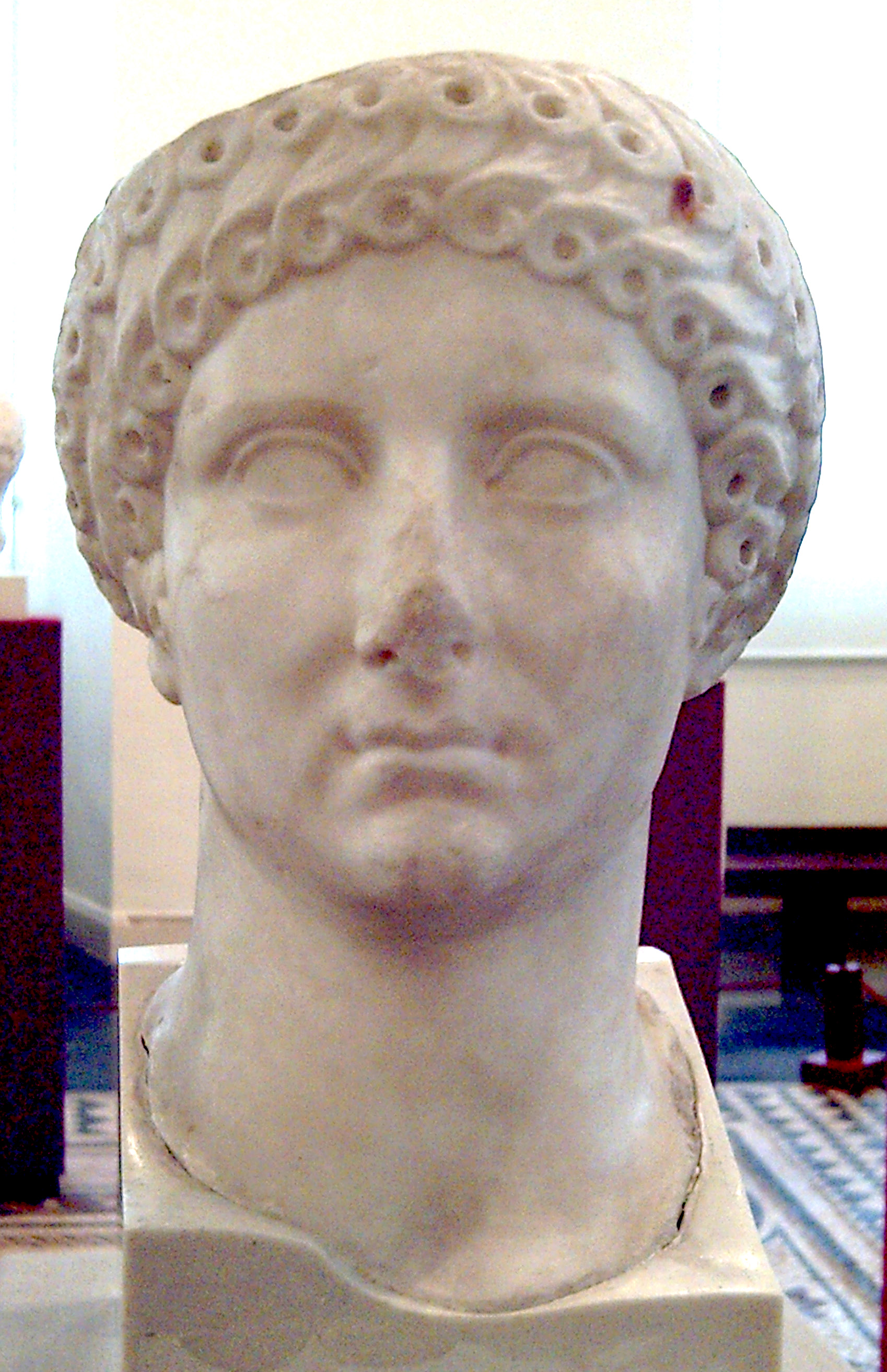
Agrippine l'Aînée

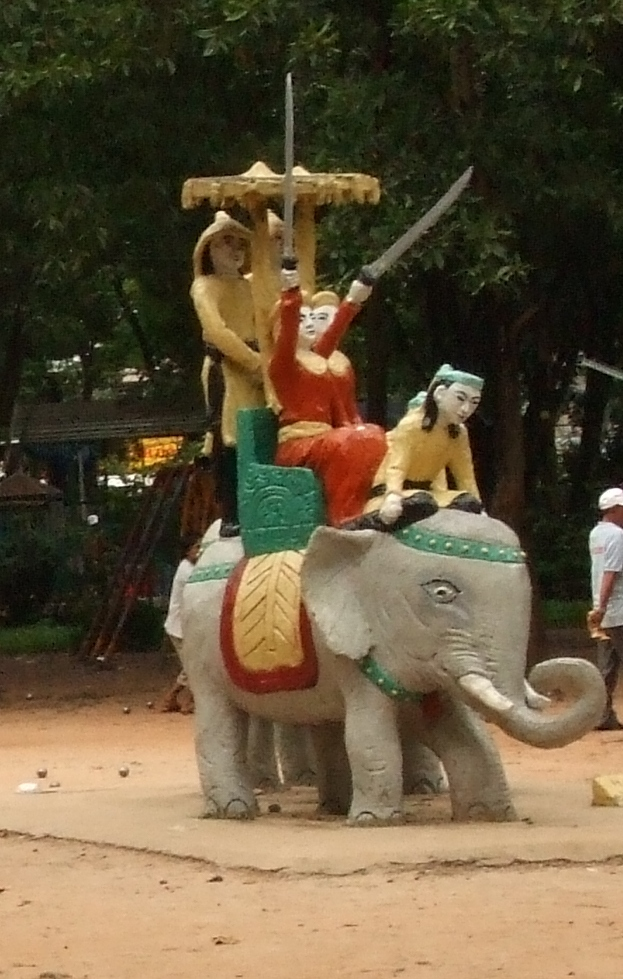
Statue des sœurs Trung à Hô Chi Minh-Ville.

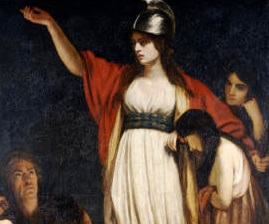
Boadicée harangue les Britanniques par John Opie.

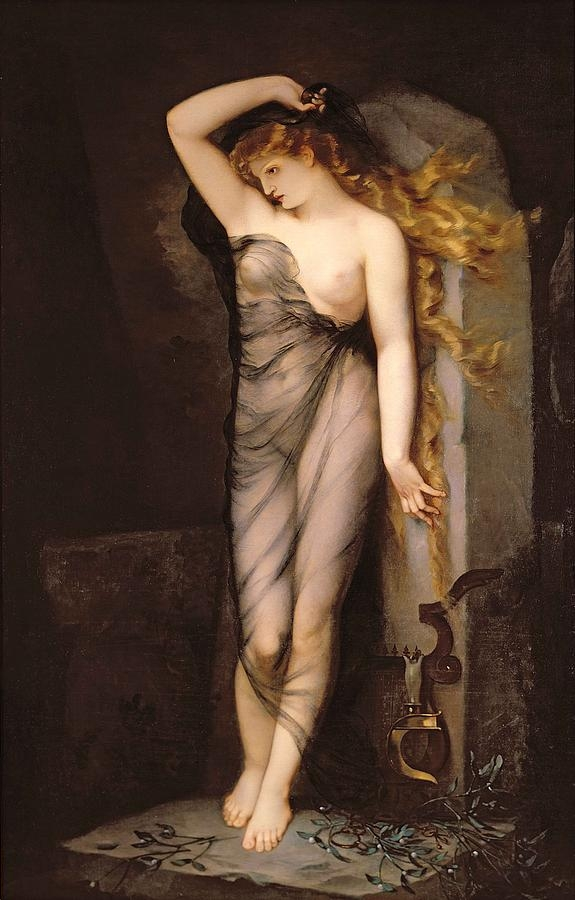
Velléda.

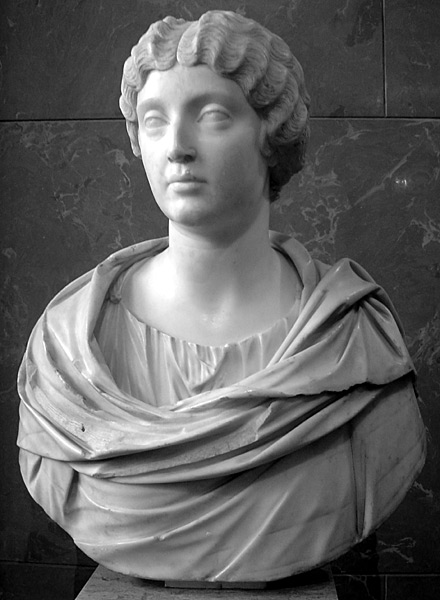
Faustine la Jeune.

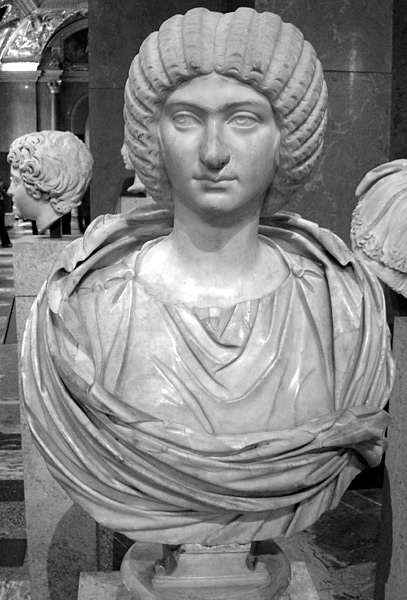
Julia Domna.

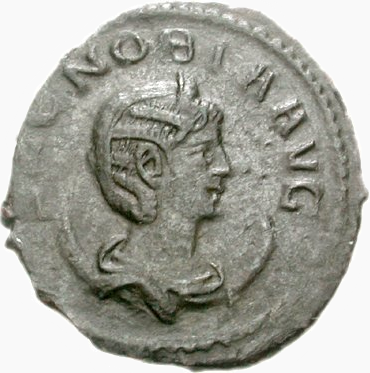
Pièce représentant Zénobie.

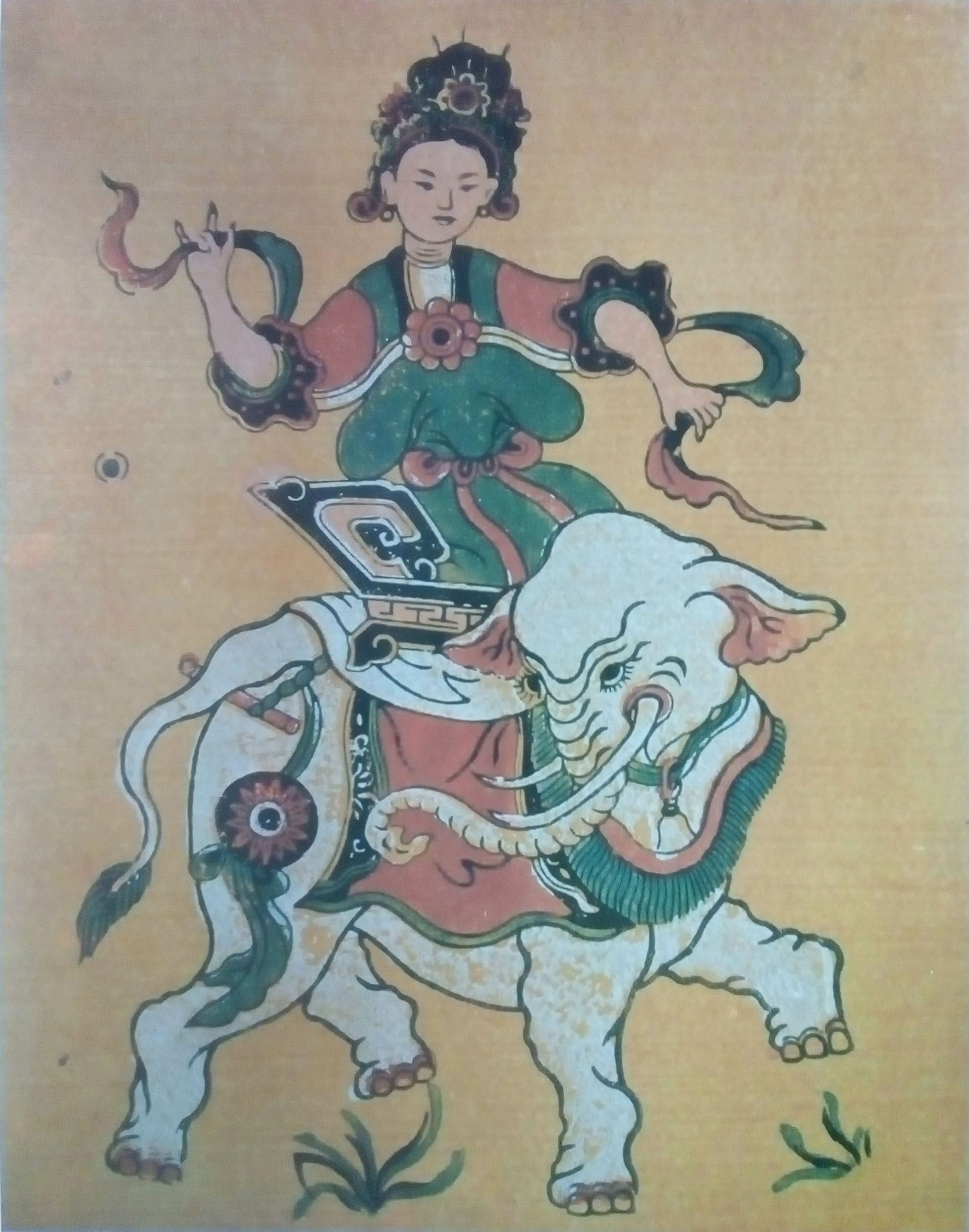
Représentation d'art populaire de Lady Triệu.

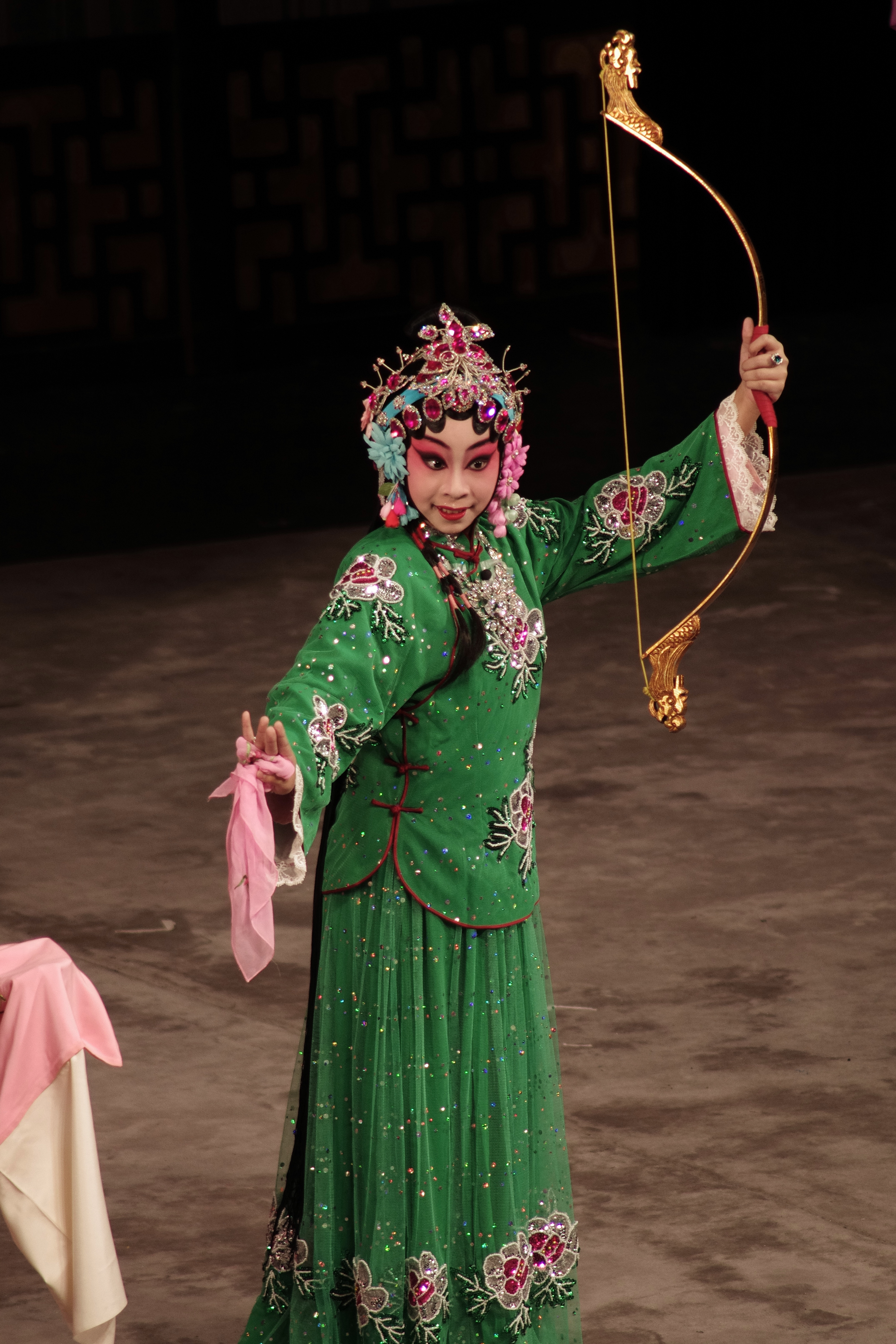
interprétée par une actrice de l'opéra de Pékin lors d'une performance au Théâtre Tianchan à Shanghai.

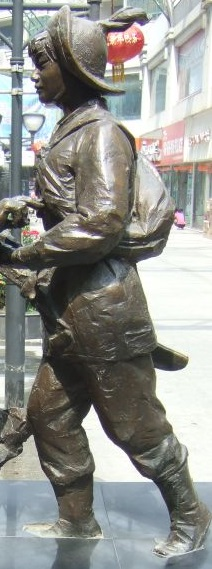
Hua Mulan.

### XVIIesiècleav. J.-C.
- Iâhhotep Ire a une stèle érigée à Karnak pour « avoir rassemblé l'Égypte, pris soin de son armée, l'avoir gardée, ramené ceux qui avaient fui, rassemblé ses déserteurs, après avoir apaisé le Sud, soumis ceux qui l'ont défié »[1].
- Iâhhotep II est enterrée avec un poignard et une hache, ainsi que trois pendentifs en forme de mouche en or, une récompense militaire. Cependant, on se demande s'ils lui appartiennent ou non[2].

### XVIesiècleav. J.-C.
- 1 479 av. J.-C.-1 458 av. J.-C.[3] : règne d'Hatchepsout. Il est possible qu'elle ait mené des campagnes militaires contre la Nubie et la Canaan[4].

### XIIIesiècleav. J.-C.
- Période estimée de la guerre de Troie[5]. Selon des sources anciennes, plusieurs femmes participent à la bataille. La guerre de Troie est l’un des premiers cas présumés de femmes se travestissant en hommes, comme c’est le cas d’Epipóle de Carystos[6].
- Dame Fu Hao, épouse de l'empereur chinois Wu Ding, mène 3 000 hommes au combat sous la dynastie Shang[7]. Fu Hao est entrée dans la maison royale par mariage et a profité de la société d'esclaves semi-matriarcale pour gravir les échelons[8]. Fu Hao est connue des érudits modernes principalement par les inscriptions sur des artefacts en os d'oracle de la dynastie Shang découverts à Yin Xu[9]. Dans ces inscriptions, il est montré qu'elle mène de nombreuses campagnes militaires. Les Tu se battent contre les Shang pendant des générations, jusqu'à ce qu'ils soient finalement vaincus par Fu Hao lors d'une bataille décisive. D'autres campagnes contre les voisins Yi , Qiang et Ba suivent, ces derniers sont particulièrement connus comme la plus ancienne embuscade à grande échelle de l'histoire chinoise. Avec ses 13 000 soldats et les importants généraux Zhi et Hou Gao qui la servent, elle est le chef militaire le plus puissant de son temps[10]. Ce statut très inhabituel est confirmé par les nombreuses armes, y compris les grandes haches, découverts dans sa tombe[11]. L'une des autres femmes de Wu Ding, Fu Jing (en), participe également à des expéditions militaires[12].
- Débora, juge d’Israël, accompagne Barac qui dirige son armée, dans une campagne militaire à Qadech, selon le Livre des Juges 4: 6-10[13],[14].
- Yaël assassine Siséra, un général en retraite ennemi des Israélites, selon le Livre des Juges 5: 23-27[15].
- Période védique (1 200-1 000 av. J.C. environ) : Les hymnes de Rig-Véda mentionnent une guerrière nommée Vishpala (en), qui perd une jambe au combat, fait fabriquer une prothèse en fer et retourne à la guerre[16].

### XIesiècleav. J.-C.
- Selon Geoffrey de Monmouth, la reine Guendoloena combat son mari, Locrinus, dans la bataille pour le trône d'Angleterre[17]. Elle le vainc et devient monarque[18]. Cependant, Geoffrey de Monmouth n’est pas considéré comme une source historique fiable[19].
- XIe siècle av. J.-C. - IVe siècle : époque approximative de l'inhumation de la femme Kangyuy au Kazakhstan moderne, qui est enterrée avec une épée et un poignard[20].

### Xesiècleav. J.-C.
- Selon l'histoire légendaire grecque, Messene conquis un territoire et fonde une ville à peu près à cette époque[21],[22],[23],[24],[25].

### IXesiècleav. J.-C.
- Fin du IXe siècle av. J.-C.-VIIIe siècle av. J.-C. : Sammuramat dirige l’Empire néo-assyrien[26],[27] et est la première femme à gouverner un empire sans qu'un homme règne avec elle[28]. On pense qu'elle a inspiré la légendaire de la reine guerrière Sémiramis[29].
- Selon Geoffroy de Monmouth, la reine Cordeilla, sur laquelle est basé le personnage du Roi Lear de Shakespeare, s'est battue contre ses neveux pour le contrôle de son royaume[30],[31]. Cependant, Geoffroy de Monmouth n’est pas considéré comme une source historique fiable[19].

### VIIIesiècleav. J.-C.
- 732 av. J.-C. : époque approximative du règne de Samsi, une reine d'Arabie qui pourrait avoir été la successeur de Zabibe[32]. Elle s'est révoltée contre Teglath-Phalasar III[33],[34],[35].

### VIIesiècleav. J.-C.
- 660 av. J.-C. : on attribue à Xu Mu (en) d'avoir sauvé l'État de Wei de l'invasion militaire avec ses appels à l'aide. Les Wei se souviennent d'elle pour avoir apporté des fournitures, obtenu une aide militaire et reconstruit l'État. Elle est également la première femme poétesse enregistrée de l'histoire chinoise[36].
- 654 av. J.-C. : Lampsaque est fondée par les Grecs[37]. Selon l'histoire légendaire grecque, mise par écrit des siècles plus tard, une femme bébryce nommée Lampsace informe les Grecs d'un complot fomenté contre eux par les Bébryces, et leur permet de conquérir la région et fonder la ville, qui est nommée en son honneur. Elle est divinisée et vénérée comme une déesse[38],[39],[40].

### VIesiècleav. J.-C.
- VIe au IVe siècle av. J.-C. : les femmes sont enterrées avec des armes et des bijoux à la frontière entre le Kazakhstan et la Russie[41].
- Pheretima (reine cyrenéenne) dirige une armée[42],[43],[44],[45].
- 580 av. J.-C. : la reine Tomyris des Massagètes dirige une armée qui bat une armée perse sous Cyrus le Grand. Tomyris est connue pour toujours comme « la tueuse de Cyrus »[46],[47],[48].
- 510 avant J.-C. : la poétesse grecque Télésille défend la ville d'Argos face aux Spartes[49],[50],[51],[52],[53].
- 506 av. J.-C. : Cloelia, une fille romaine[54] donnée en otage aux Étrusques, échappe à ses ravisseurs et conduit plusieurs autres femmes en sécurité[55].

### Vesiècleav. J.-C.
- Yuenü forme les soldats de l'armée du roi Goujian (en)[56].
- 480 av. J.-C. : Artémise Ire, reine d'Halicarnasse, est commandante de la marine et conseillère de Xerxès Ier lors de la bataille de Salamine[57],[58].
- 480 av. J.-C.[59] : la plongeuse grecque Ýdna et son père sabotent les navires ennemis avant la bataille de l'Artémision, faisant ainsi gagner les Grecs[60].
- 460–425 av. J.-C.[61] : l'historien grec Hérodote[62] décrit les Amazones Scythes[63]. Il rapporte également le peuple Zaueces de Libye antique, qu'il décrit comme ayant ses femmes conduisant leurs chars à la guerre, ainsi que la fête d'Athéna Tritogenia parmi le peuple auséen, dont les jeunes femmes sont divisées en deux groupes et se combattent avec des pierres et des bâtons[64]. Ce festival, qui a lieu en Libye antique, décrit les filles des Machlyès et des tribus Auséennes se combattent, et ceux qui meurent sont marquées comme fausses vierges[65].
- 460–370 av. J.-C. : Hippocrate[66] écrit au sujet des Sarmates, des femmes scythes combattant lors des batailles[67].
- Fin 400[68] : Ctésias enregistre l'histoire de Zarina, une femme Sakas qui participe aux combats[69].
- 403–221 av. J.-C. : pendant la période des Royaumes Combattants en Chine[70], Sun Tzu écrit un rapport contemporain sur la manière dont Helü, roi de Wu, met ses compétences à l'épreuve en lui ordonnant de former une armée de 180 femmes[71].

- Onomaris (en) aurait vécu à peu près à cette époque[72]. Selon le Tractatus De Mulieribus (en), elle conduit son peuple en migration vers une nouvelle terre et conquis les habitants locaux[73].
- Cynané, une demi-sœur d'Alexandre le Grand, accompagne son père dans une campagne militaire et massacre une dirigeante illyrienne, nommée Caeria (en), et bat l'armée illyrienne[74].
- La philosophe pythagoricienne, Timycha, est capturée par des soldats siciliens lors d'une bataille. Elle et son mari sont les seuls survivants. Elle est admirée pour son courage après sa capture, car interrogée par le tyran sicilien, elle lui mord la langue et la recrache à ses pieds[75],[76].
- L'homme d'État chinois Shang Yang écrit The Book of Lord Shang[77] dans lequel il recommande de diviser les membres d'une armée en trois catégories : les hommes forts, les femmes fortes et les faibles et les vieux des deux sexes. Il recommande que les hommes forts servent de première ligne de défense, que les femmes fortes défendent les forts et construisent des pièges, et que les faibles et les personnes âgées des deux sexes contrôlent la chaîne d'approvisionnement. Il recommande également de ne pas mêler ces trois groupes, sous peine de nuire à leur moral[78].
- 339 av. J.-C. : Mania (satrape) (en) devient une satrape en Dardanie[79]. Polyen la décrit comme allant au combat à cheval sur un char et comme étant un si excellent général qu'elle n'a jamais été vaincue[80].
- 335 av. J.-C. : Timoclée, après avoir été violée par l’un des soldats d'Alexandre le Grand lors de son attaque sur Thèbes, pousse son violeur dans un puits et le tue. Alexandre est tellement impressionné par son habileté à l'attirer au puits qu'il ordonne qu'elle soit libérée et qu'elle ne soit pas punie pour avoir tué son soldat[81].
- 333 av. J.-C. : Stateira accompagne Darius III alors qu'il part en guerre. C'est pour cette raison qu'elle est capturée par Alexandre le Grand après la bataille d'Issos[82]. D'autres membres féminins de la famille, notamment Drypétis, Stateire et Sisygambis sont présentes et également capturées[83].
- 332 av. J.-C. : la reine nubienne, Candace de Méroé intimide Alexandre le Grand avec ses armées et sa stratégie en le confrontant, le faisant ainsi éviter la Nubie et se diriger plutôt vers l’Égypte, selon Pseudo-Callisthène[84]. Cependant, Pseudo-Callisthenes n'est pas considéré comme une source fiable et il est possible que l'événement en entier soit une fiction[85]. Des récits historiques plus fiables indiquent qu'Alexandre n'a jamais attaqué la Nubie et n'a jamais tenté de se déplacer plus au sud que l'oasis de Siwa en Égypte[86].
- 331 av. J.-C. : Alexandre le Grand et ses troupes incendient Persépolis plusieurs mois après sa capture ; traditionnellement, Thaïs (une hétaïre qui accompagne Alexander lors de campagnes) le suggèrent lors d'une beuverie, mais d'autres sources disent qu'il en avait déjà été discuté[87].
- Janvier 330 av. J.-C. : Youtab se bat contre Alexandre le Grand lors de la bataille des Portes persiques[88].
- 320 av. J.-C. : Cléophis (en) se rend à Alexandre le Grand après qu'il eut assiégé sa ville[89],[90].
- 318 av. J.-C. : Eurydice III de Macédoine combat Polyperchon et Olympias[91].
- 314 av. J.-C.-308 av. J.-C. : Cratesipolis commande une armée et force des villes à se soumettre[92],[93]

### IIIesiècleav. J.-C.
- L'impératrice japonaise légendaire Jingū a peut-être dirigé l'invasion de la Corée à ce moment-là. Cependant, cette histoire est considérée comme une fiction par de nombreux érudits[94].
- Huang Guigu (es) agit en tant que responsable militaire sous Qin Shi Huang. Elle a mené des campagnes militaires contre les habitants du nord de la Chine[95].
- La princesse spartiate Archidamia dirige les femmes spartiates dans la construction d'une tranchée défensive et dans l'aide aux blessés au combat lors du siège de Pyrrhus[96],[97].
- Des tombes de femmes guerrières enterrées à cette époque sont découvertes près de la mer d'Azov[98].
- Stratonicede Macédoine se révolte contre Séleucos II[99],[100],[101],[102].
- 279 av. J.-C. : pendant l'invasion gauloise de la Grèce, une importante force gauloise entra en Étolie. Les femmes et les personnes âgées s’associent à la défense[103].
- 272 av. J.-C. : lorsque Pyrrhus attaque Sparte, les femmes de la ville participent à la défense, avec l'aide de Chilonis[104],[105].
- 272 av. J.-C. : Pyrrhus d'Epire, conquérant et source du terme Victoire à la Pyrrhus, est, selon Plutarque, décédé au cours d'une bataille urbaine à Argos lorsqu'une vieille femme lui a jeté une tuile sur le toit, l'assommant et permettant à un soldat Argive de le tuer[106].
- 271 av. J.-C. : un groupe de femmes goths capturées par les Romains alors qu’elles se battent dans le même costume que leurs homologues masculins, défile à travers Rome portant des pancartes portant l’indication « Amazones »[107].
- 217 av. J.-C. : Arsinoé III d'Égypte accompagne Ptolémée IV lors de la bataille de Raphia. Lorsque la bataille tourne mal, elle apparaît devant les troupes et les exhortent à se battre pour défendre leurs familles. Elle promet également deux mines d'or à chacun d'eux s'ils gagnent la bataille, ce qu'ils font[108].
- 216 av. J.-C. : Busa de Canosa d'Apulie est enregistrée comme aidant les soldats fuyant Hannibal[109],[110],[111].
- 206–202 av. J.-C. : Yu Miaoyi accompagne Xiang Yu dans toutes les batailles de la guerre Chu-Han[112].

### IIesiècleav. J.-C.
- La reine Stratonice convainc Docimus de quitter sa forteresse et elle le fait captif[113].
- Le Livre de Judith est probablement écrit à cette époque[114]. Elle est décrite comme l'assassin d'Holopherne, un général ennemi[115]. Cependant, cet incident est considéré comme fictif par les historiens en raison des anachronismes historiques du texte[116].
- Amage, une reine sarmate, attaque un prince scythe qui fait des incursions dans ses protectorats. Elle part en Scythie avec 120 guerriers, où elle tue ses gardes, ses amis, sa famille et finalement tue le prince lui-même. Elle alaisseé son fils vivre à condition qu'il lui obéisse[117],[118].
- 186 av. J.-C. : Chiomara, une princesse galate, est capturée lors d'une bataille entre Rome et les Galates et est violée par un centurion. Après un revirement, elle ordonne à ses compagnons de le tuer et le fait décapiter après sa mort. Elle livre ensuite la tête à son mari[119].
- La reine Rhodogune de Parthie est informée d'une rébellion alors qu'elle se prépare pour son bain. Elle jure de ne pas se brosser les cheveux avant la fin de la rébellion. Elle mène alors une longue guerre pour réprimer la rébellion et la gagne sans rompre son vœu[120].
- 138 av. J.-C. : Le Romain Sextus Junius Brutus découvrit qu’en Lusitanie, les femmes « combattent et périssent en compagnie des hommes avec un tel courage qu’elles ne poussent aucun cri, même au milieu du massacre ». Il note également que les femmes Brácaros « portent les armes avec les hommes, qui se battent sans jamais se retourner, ne montrant jamais leur dos ou poussant un cri »[121].
- 131 av. J.-C. : Cléopâtre II conduit une rébellion contre Ptolémée VIII et le chasse, ainsi que Cléopâtre III, hors d'Égypte[122].
- 102 av. J.-C. : une bataille entre les Romains et les Ambrons teutoniques à Aquae Sextiae a lieu. Plutarque explique que « le combat n’a pas été moins féroce avec les femmes qu'avec les hommes eux-mêmes... les femmes chargées d’épées et de haches se sont jetées sur leurs adversaires, poussant un tollé scandaleux »[123].
- 102/101 av. J.-C.[124] : le général romain Marius combat les Cimbres teutoniques. Les femmes cimbriennes accompagnent leurs hommes à la guerre, créant une ligne de bataille avec leurs chariots et se battent avec des poteaux et des lances[125], ainsi que des bâtons, des pierres et des épées[126]. Quand les femmes cimbriennes comprennent que la défaite est imminente, elles tuent leurs enfants et se suicident plutôt que d'être capturées[127].

### Iersiècleav. J.-C.
- Hypsicratea se bat dans des batailles[128],[129].
- 41–40 av. J.-C. : Fulvia s'engage dans la guerre de Pérouse. L'étendue de son implication n'est pas acceptée par les érudits[130].
- 27 av. J.-C. - 21 av. J.-C. : Amanirenas mène les armées koushites contre les Romains[131],[132].

### Iersiècle
- Il y a des rapports détaillés de femmes accompagnant leurs hommes sur les champs de bataille germaniques pour fournir un soutien moral. Tacite les mentionne deux fois ; dans sa Germania et à nouveau dans ses Annales, en particulier lors de la bataille près de la ville moderne de Nimègue lorsque les légions de la Primigenia et de la V Alaudae sont renvoyées à Castra Vetera où elles sont assiégées lors de la révolte des Bataves. Il écrit en détail comment les femmes se rassemblent derrière le chef de guerre et montrent leurs seins aux guerriers qui le guettent tout en criant que leur perte ce jour-là signifierait que l'ennemi les gagnerait en esclaves. Les femmes occupent une position honorable dans les tribus allemandes et sont considérées comme des esprits saints, comme en témoignait leur adoration d'Aurinia et de Veleda. L'esclavage est le destin des lâches et des malchanceux - et laisser ses femmes tomber dans ce destin est un acte hideux. Ainsi, les hommes sont encouragés à se battre plus fort[133].
- Une femme sarmate est enterrée avec des armes dans la Russie actuelle[134].
- Une femme est ensevelie avec un sabre à Tabriz, en Iran. La tombe est découverte en 2004[135].
- Cartimandua, reine des Brigantes, alliée de l'Empire romain contre les autres Bretons[136].
- L'historien Tacite écrit que Triaria, épouse de Lucius Vitellius le jeune, est accusée de s'être armée d'une épée et de se comporter avec arrogance et cruauté à Tarracine, une ville prise[137],[138].
- Ier siècle-Ve siècle : quatre femmes sont enterrées à Phum Snay (en) au Cambodge, avec des épées en métal. Les tombes datent approximativement de cette période et sont découvertes en 2007[139].
- 14-18 : Lu Mu, une paysanne chinoise également connue sous le nom de Mère Lu, mène une rébellion contre Wang Mang[140].
- 15 : Agrippine l'Aînée défend un pont sur le Rhin[141].
- 21 : un débat éclate pour savoir si les femmes des gouverneurs romains doivent ou non accompagner leurs maris dans les provinces. Caecina Severus dit qu'elles ne devraient pas, parce qu'ils « défilent parmi les soldats » et qu'une « femme a présidé aux exercices des cohortes et aux manœuvres des légions »[142].
- 40 : Les sœurs Trung se révoltent contre les Chinois au Vietnam[143]. Phùng Thị Chính (en) les rejoint[144].
- 60–61 : Boadicée, reine celtique des Iceni en Britannia, mène un soulèvement massif contre les forces d'occupation romaines[145]. Suétone déclare que son armée contient plus de femmes que d'hommes[146].
- 69-70 : Velléda, originaire de la tribu germanique des Bructères a une grande influence dans la rébellion batave. Elle est reconnue en tant que leader stratégique, prêtresse, prophète et divinité vivante[147].

### IIesiècle
- Pausanias décrit un festin sacrificiel à Arès Gynaecothoenas (en) à Tegée, auquel seules les femmes sont autorisées à participer, pour avoir vaincu des Lacédémoniens sans aide masculine[148],[149].
- 170–174 : Faustine la Jeune accompagne son mari à la guerre en Allemagne et est saluée comme « Mère de l'armée » après l'une de ses victoires[150].
- 195 : Julia Domna accompagne son mari, l'empereur Septime Sévère, dans ses campagnes en Mésopotamie[151].

### IIIesiècle
- La reine de Palmyre, Zénobie, mène les armées au combat contre l'Empire romain[152].
- Deux femmes guerrières de la région du Danube en Europe, décrites comme des Amazones, servent dans une unité militaire romaine et sont enterrées en Grande-Bretagne. Leurs restes sont découverts en 2004[153].
- 210 : Wang Yi (femme de Zhao Ang) (en) participe à plusieurs batailles aux côtés de son mari contre le seigneur de guerre Ma Chao[154],[155].
- 248 : Triệu Thị Trinh mène une rébellion contre les Chinois au Vietnam[156].
- Dynastie Jin (265–420) : Au cours de cette période en Chine, Xun Guan (en) mène un groupe de soldats à la bataille à l'âge de treize ans. En tant que fille du gouverneur de Xiangyang, elle perce les lignes ennemies pour rassembler des renforts et empêche la ville de Xiangyang d'être envahie[157].

### IVesiècle
- En tant que commandant militaire de l'empereur de Chine, Li Xiu (en) prend la place de son père et défait une rébellion[158].
- 375[159] : La reine Mavia mène des troupes contre les Romains[160].
- 378 : L'impératrice romaine Albia Dominica organise son peuple pour se défendre contre les Goths après la mort de son mari au combat[161].
- 450 : Une femme Moche est enterrée avec deux clubs de guerre cérémoniels et vingt-huit lanceurs de lance. La tombe en Amérique du Sud est découverte en 2006 est la première tombe connue d'une femme Moche à contenir des armes[162].
- IVe-VIe siècle : époque possible de vie de la légende guerrière Hua Mulan[163].